# Richelieu-klass
Richelieu-klass var en klass franska slagskepp omfattande fartygen Richelieu (kölsträckt 1935 och utrangerad 1957), Jean Bart (kölsträckt 1936 och utrangerad 1960) och Clemenceau (kölsträckt 1939 och sänkt 1944). Ytterligare ett fartyg, Gascogne var påbörjat men kom aldrig att färdigställas.
I början av 1934 hade Frankrike börjat oroas av uppbyggnaden av de tyska och italienska flottorna. Att man samma år började bygga ett andra fartyg av Dunkerque-klass ansågs inte tillräckligt. I juni 1934 lade Marinrådet fram förslag på att bygga två nya slagskepp avsedda för Medelhavet om 35 000 ton bestyckade med 380 mm eller 405 mm artilleri. Specifikationerna för ett första av dessa fartyg togs fram under andra hälften av året och man räknade med att kunna kunna inleda produktionen under 1935. I projektskissen planerades ett fartyg på standarddeplacement om 37.960 ton. Marinledningen var dock rädd för de politiska problemen ett för stort fartyg skulle kunna orsaka. Frankrike hade visserligen i januari 1935 förklarat att man vidare avstod från att iaktta villkoren i Washingtontraktaten. Man försökte trots det hålla sig till avtalet för att inte provocera fram ytterligare marin upprustning och deltog även i slutet av 1935 i den andra Londonkonferensen. Det gjorde att man vid ett möte med marinledningen i april 1935 ställde krav på att man skulle försöka spara in på vikten där det var möjligt. 
I grunden höll man sig till de första förslagen om en beväpning om 8 stycken 380 mm. pjäser i två kvadrupeltorn i fören, 15 stycken 152 mm. allmålspjäser i fem trippeltorn (tre i aktern och två i mitten av fartyget), 8 stycken dubbla 37 mm automatkanoner och 24 st 13,2 mm kulsprutor i kvadrupellavettage. Man hade även flygarrangemang med fem sjöflygplan. Man ersatte dock de tre pannrummen med två och kunde göra pansarcitadellet 4,9 meter kortare, man minskade även tjockleken i pansarbältet från 340 millimeter till 330 millimeter och ökade lutningen från 11,3 grader till 15,5 grader för att uppnå samma pansarskyddseffekt. Man minskade även tjockleken i de största tvärskeppsskotten i pansar i ändarna av citadellet samt i sidoskotten till stridstornet. Det slutgiltiga projektet godkändes 14 augusti 1935. Kort därefter godkändes byggandet av två fartyg av det franska ramen. 
Det första fartyget Richelieu kölsträcktes 22 oktober 1935. Sjösättningen ägde rum 17 januari 1939. Under upprustningen av henne i juni 1939 kom man dock att ändra sammansättningen av bestyckningen sedan man upptäckt problem med laddningen av 152 mm. pjäserna vid en elevation över 75 grader. Det gjorde att de båda 152 mm. batterierna i mitten av fartyget ersattes av 100 mm. dubbla luftvärnskanoner som tillät högre elevation. Ytterligare två dubbla lavettage med 37 mm. automatkanoner monterade även framför torn 2 i huvudbatteriet. Vid färdigställandet i juli 1940 kom hon att få ett deplacement om 37 832 som standard och fullt utrustad om 44.708 ton. Det andra fartyget Jean Bart kölsträcktes den 12 december 1936 och sjösattes 6 mars 1940.
I takt med att spänningarna i Europa ökade godkände det franska parlamentet den 2 maj 1938 bygget av ytterligare två slagskepp samma serie, Clemenceau och Gascogne. Clemenceau kölsträcktes den 17 januari 1939. Till henne valde man en något annorlunda bestyckning med båda tornen med 380 mm. kanoner placerades i förskeppet, antalet 152 mm. torn reducerades till fyra. Man avstod från sjöflygsbestyckning och installerade i stället 6 dubbla 100 mm. kanoner av 1937 års modell, 6 dubbla 37 mm. automatkanoner och 9 stycken kvadrupla 13,2 mm pjäser. För Gascogne planerades än större förändringar i konstruktionen. 15 april 1940 föreslogs bygget av ytterligare två slagskepp av Gasconge-klass och de godkändes av premiärministern. Frankrikes fall gjorde dock att de aldrig kom att realiseras. Clemenceau var i samband med Frankrikes fall ännu under konstruktion vid varvet i Brest. Hon kom att sjösättas först i juni 1943 och sänktes den 27 augusti 1944 utan att blivit färdigställd.

## Richelieu
Richelieu låg vid andra världskrigets utbrott i Brest för utrustning. 13 juni 1940 gick hon ut på provtur och provskjutning och fick redan dagen därpå ge eld mot tyska trupper som anföll Brest. 18 juni gick hon från Brest och anlöpte 23 juni Dakar. Hon försökte 25-28 juni gå till Casablanca men tvingades vända om. Richelieu kom därefter att ligga kvar i Dakar till början av 1943. 7 juli 1940 attackerades hon på redden av en maskindriven skeppsbåt från hangarfartyget Hermes men ingen av de sjunkbomber som avfyrades detonerade. 8 juli 1940 attackerades hon av sex torpedflygplan av typen Swordfish från Hermes och fick en skada under botten och gick på grund. 12 juli drogs hon loss från grundet och bogserades till inre redden och reparerades provisoriskt. 23-25 september 1940 anfölls Richelieu av Styrka M med slagskeppen Barham och Resolution, hangarfartyget Ark Royal, tre tunga kryssare, en lätt kryssare och 10 jagare i samband med Operation Menace. Under  ett anfall 24 september träffades hon två gånger med flygbomber och svarade med att skjuta ned tre flygplan. Vid ett försök att öppna eld mot de brittiska fartygen exploderade eldröret på en av 380 mm pjäserna. Hon träffades även av en brittisk 381 mm. projektil. Skadorna blev dock obetydliga. Senare slog hon tillbaka ett nytt anfall av Swordfishplan och sköt ned ytterligare ett. 25 september lyckades hon träffa slagskeppet Barnham. 24 april 1941 hade hon delvis reparerats, under en övning 28 september 1941 exploderade dock babords pjäs i torn 2. Sedan Frankrike anslutit sig till koalitionen mot axelmakterna lämnade Richelieu 30 januari 1943 Dakar och gick till New York för reparation och ombyggnad. 14 oktober avgick hon från New York till Mers-el-Kébir och därifrån anlöpte hon 20 november Scapa Flow och tillfördes Home Fleet. Hon deltog 10-12 januari 1944 i en attack mot norska kusten. 14 mars gick Richelieu rån Scapa Flow, 10 april anlände hon till Trincomalee och tillfördes Eastern Fleet. Hon deltog i anfallet mot Sabang (operation Cockpit), den 6-27 i anfallet mot Surabaya (operation Transom) och i juni deltog hon i operation Councillor och operation Pedal. 22-27 juli var hon med vid beskjutningen av Sabang och Sumatras kust (operation Crimson). 7-10 oktober låg hon baserad i Casablanca där hon 14 oktober 1944 - 15 januari 1945 undergick reparation. 20 mars 1945 anlöpte hon Trincomalee och tillfördes brittiska East Indies Fleet. 8-20 april ingick Richelieu i styrka TF.63 och deltog i beskjutningen av Sabang, och 27 april-7 maj besköt hon landmål på Nikobarerna och avlossade totalt 133 381 mm projektiler mot öarna. I maj 1945 deltog hon i försöket att genskjuta den japanska tunga kryssaren Haguro men misslyckades och kryssaren sänktes i stället av brittiska jagare. 19 juli-10 augusti genomgick hon reparation i Durban. 18 augusti 1945 återkom hon till Trincomalee. I september deltog hon i ockupationen av Singapore och Malaya och skadades lätt när hon 10 september 1945 gick på en mina i Malackasundet. 3 oktober transporterade hon delar ur det franska 5. infanteriregementet till Mekongflodens mynning för återtagandet av Saigon. 29 oktober återvände hon till Singapore. Därefter genomförde hon fram till 11 februari 1946 en återresa till Frankrike och Toulon. Fram till 1950 och åter 1952-1955 var Richelieu flaggskepp i franska medelhavsflottan. I början av 1956 byggdes hon om till artilleriskolfartyg, och användes från maj som stillaliggande skol- och logementsfartyg för kadetter. 1 augusti 1958 överfördes hon till reserven. Hon avrustades 16 januari 1968 och såldes till varvet Cantieri Navali Santa Maria i Genua för skrotning. 25 augusti 1968 bogserades hon från Brest och ankom 8 september 1968 till La Spezia för upphuggning.

## Jean Bart
Jean Bart sjösattes 6 mars 1940 och var vid tiden för den tyska invasionen av Frankrike endast till omkring 77 % färdigrustad. För att ungå att bli erövrad lämnade hon 19 juni Saint-Nazaire och fick endast lättare skador i samband med ett tyskt flyganfall. 22 juni ankom hon till Casablanca. I samband med den brittisk-amerikanska landstigningen i Nordafrika besköts Jean Bart 8 november 1942 från det amerikanska slagskeppet Massachusetts och träffades av 5 till 7 405 mm. projektiler och det enda tornet som var färdigställt för strid försattes ur funktion samtidigt som skrov och överbyggnad fick allvarliga skador. 10 november 1942 avlossade Jean Bart eld mot den amerikanska tunga kryssaren Augusta, men anfölls kort därefter av nio störtbombare av typ Douglas SBD Dauntless från hangarfartyget Ranger och träffades av två bomber. 22 man omkom, och fartyget tog in vatten. Efter fem timmar lyckades man släcka en brand som uppkommit ombord. Medan Frankrike anslöt sig till koalitionen i kriget låg Jean Bart ännu i hamn för reparation. Reparationen var färdig i september 1943, men den planerade överfarten till USA därefter blev inte av utan hon blev liggande i Casablanca fram till krigsslutet. 25-29 augusti 1945 gick Jean Bart till Cherbourg, 11 februari 1946 överfördes hon till Brest för att utrustas enligt det ursprungliga projektet. Arbetet avslutades i januari 1949 och fartyget togs officiellt i tjänst i april 1950. Jean Bart var 1955-1957 flaggskepp i franska medelhavsflottan. I augusti 1956 deltog hon i de fransk-brittiska truppsammandragningarna vid Suez i samband med Suezkrisen. Hon överfördes 1 augusti 1957 till reserven och tjänstgjorde 1961-1969 sin stillaliggande artilleriskolfartyg i Toulon. hon såldes till skrotning 15 januari 1970 och 24 augusti anlände hon till varv i La Seyne för upphuggning.